# 深藍槳鰭麗魚
深藍槳鰭麗魚，為輻鰭魚綱鱸形目隆頭魚亞目慈鯛科的其中一種，分布於非洲馬拉威湖流域，體長可達19公分，棲息在水質清澈、無沉積物的岩石底質水域，生活習性不明，可做為觀賞魚。